# فابريتسيو دي أندريه
فابريتسيو دي أندريه  (Fabrizio De André؛ جنوى، 11 يناير 1999 - ميلانو، 18 فبراير 1940). مغني وكاتب أغاني إيطالي.
تروي نصوص العديد من أغانيه قصص المهمشين والمتمردين والبغايا والأناس الذين غالباً ما يكونون منبوذين من قبل المجتمع، وقد اعتبرها بعض النقاد أشعاراً حقيقية، حتى أنها أُدخلت ضمن المختارات المدرسية.
عـُرف أيضاً باسم فابر، وهي كنية أطلقها عليه صديق طفولته الممثل الكوميدي باولو فيلادجو أتت من تفضيله لألوان الباستيل من إنتاج شركة فابير-كاستل.
فيما يقارب 40 عاماً من النشاط الفني، سجل دي أندريه ثلاثة عشر ألبوماً، بالإضافة إلى بعض الأغاني أصدرت فقط بشكل فردي ثم أعيد إصدارها في عدة مختارات.
ميوله السياسية كانت لاسلطوية وتحررية وسلمية، كان أيضاً من الفنانين الذين اهتموا باللغة الليغورية، واستكشف إلى حد أقل اللغتين السردينية والنابولية.
دفعت شعبيته ورُقي المستوى الفني لأغانيه بعض المؤسسات لأن تـُسمي شوارع وساحات وحدائق ومكتبات ومدارس على اسمه إثر وفاته المبكرة نسبياً.

## سيرته
ولد دي أندريه في جنوا لعائلة من علية البرجوازية الصناعية الجنوية (كان والده جوزيبي العضو في الحزب الجمهوري الإيطالي نائبا لعمدة للمدينة)، وقد نشأ بدايةً في الريف البييمونتي حيث أصول العائلة وحيث انتقلت في عام 1941 إبان الحرب العالمية الثانية، ظهرت إلى السطح في جنوا ما بعد الحرب مناذج من المتدينين والسياسيين وصف أغلبهم بالقساوة والنفاق.
وفي مسقط رأسه تعلم الموسيقي منذ نعومة أظفاره، حيث أجبره والداه على تلقي دروسا خصوصية على آلة الكمان وهي الآلة التي لم يكن مهتما بها، وقد كان نقطة التحول بتعلقه بالموسيقى عندما سمع من أصبح معلمه الأول المغني الفرنسي جورج براسين، وقد ترجم له فابريتسيو دي أندريه عدة أغاني إلى الإيطالية منها "Il gorilla" و"Nell'acqua di chiara fontana"، وقلد أسلوبه وطريقته في الغناء، بيد أنه لم يرغب أبدا بالتعرف على معلمه شخصيا، خوفا من خيبة الأمل.
التحق بصفوف الدراسة؛ حتى أتم تعليمه الثانوي فالتحق بكلية الحقوق في جامعة جنوة، بيد أنه لم يتخرج منها (تركها قبل ستة امتحانات من نيل الشهادة).

## تسجيله الأول

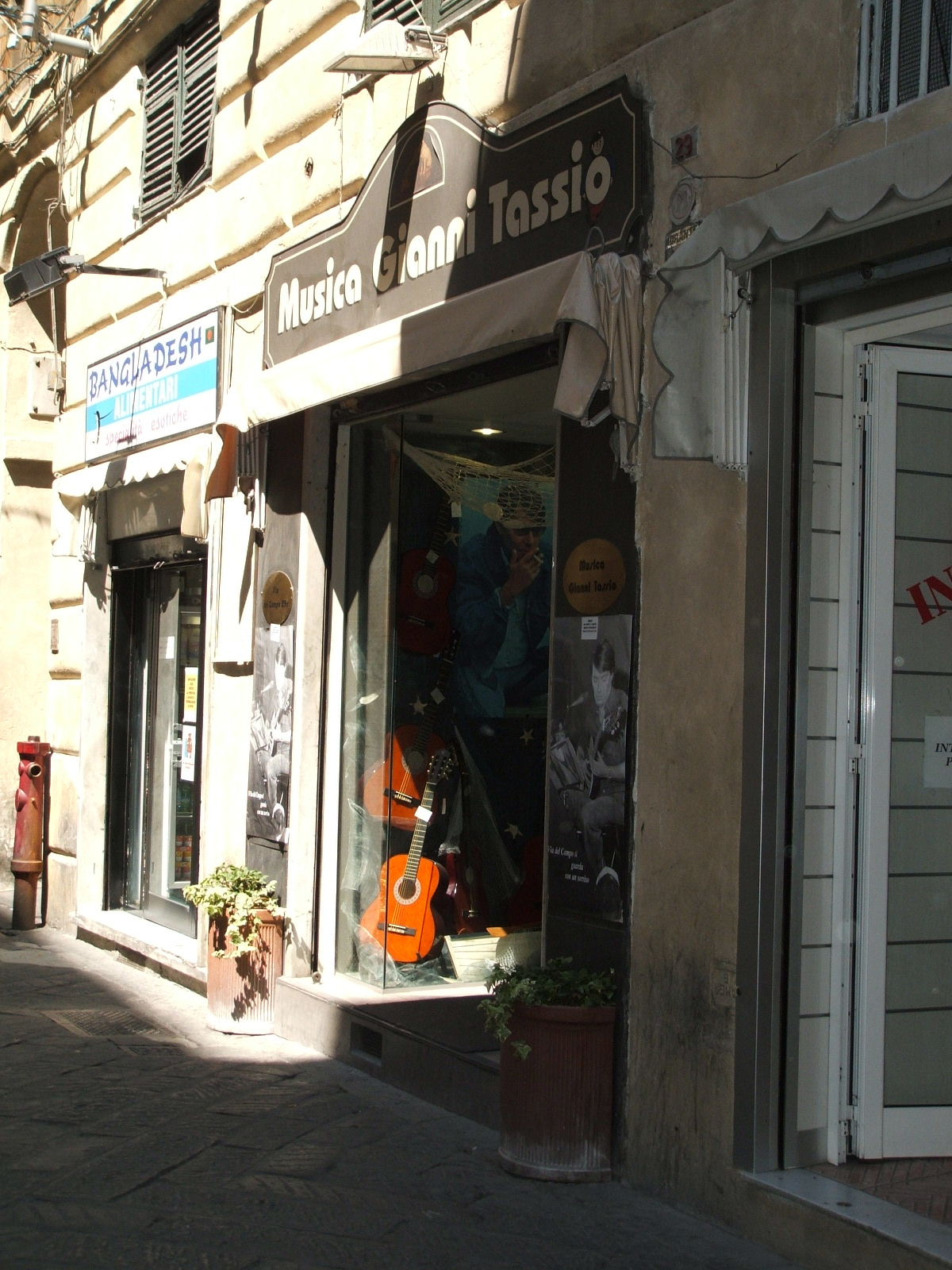
via del Campo الدكان في شارع دل كامبو - جنوة

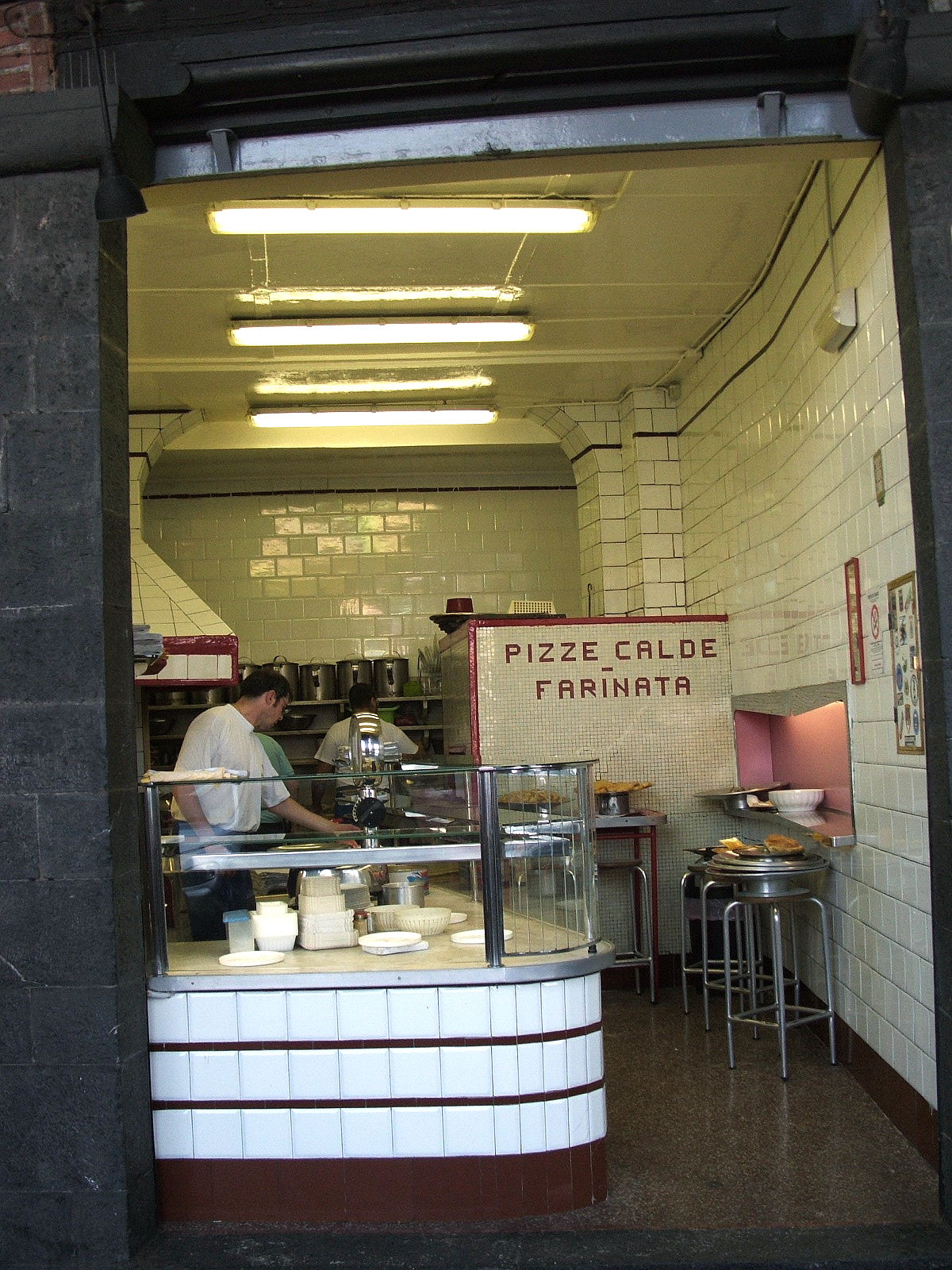
Una delle tipiche friggitorìe care a De André, a Sottoripa, nel cuore della città vecchia

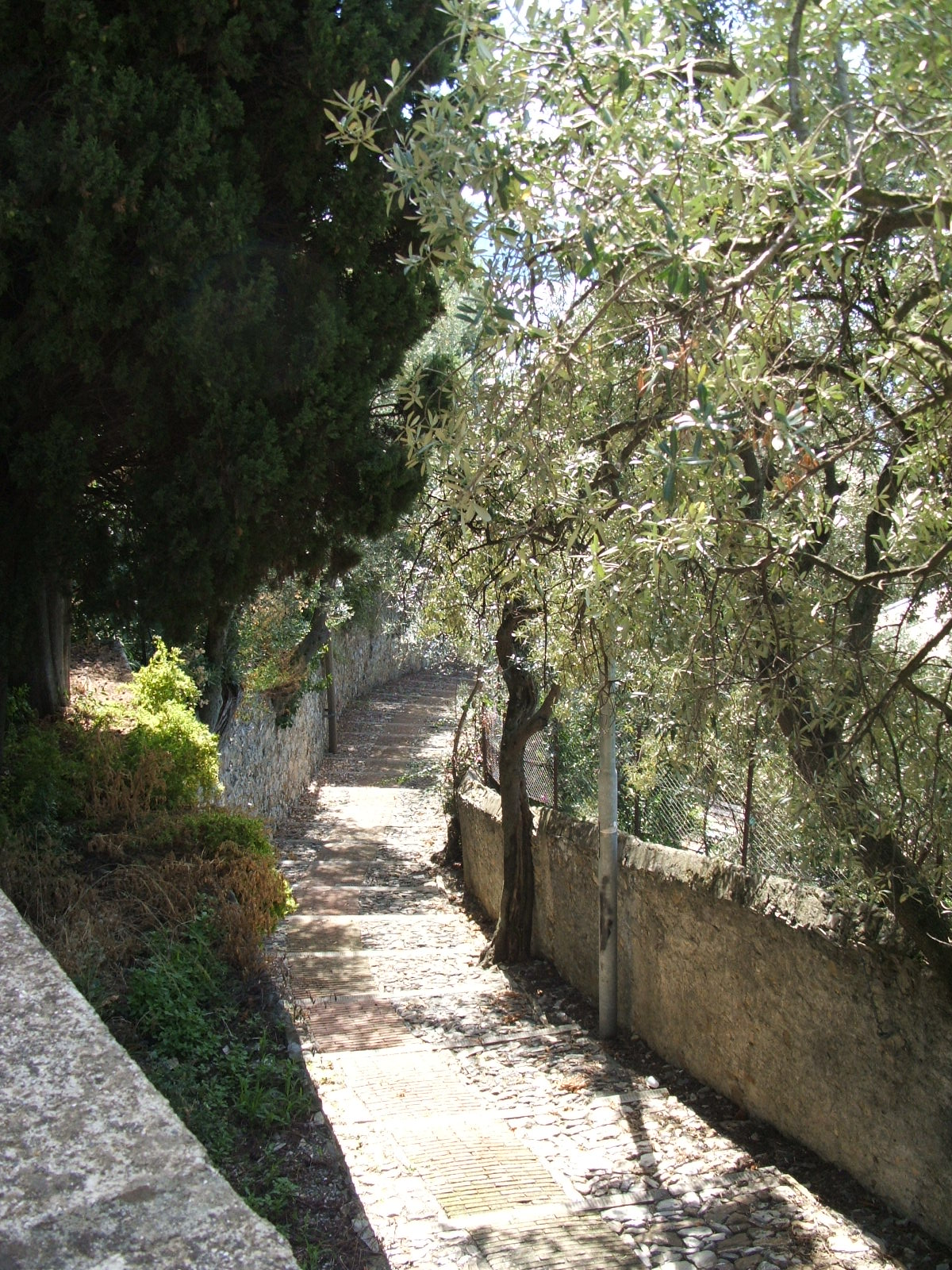
Sant'Ilario (alture di Nervi): una creuza de mä

في عام 1958 سجل فابريتسيو دي أندريه أول أغانيتن له "nuvole barocche" («الغيوم الباروكية») و"E fu la notte" («ثم جاء الليل»)؛ وفي عام 1962 تزوج من بوني رينيون، وهي امرأة جنوية تكبره بعشر سنوات تقريبا. وفي نفس العام رزق الزوجان بابنهما كريستيانو الذي سيتابع خطوات والده ويصبح أيضا الموسيقار وشاعر غنائيا.
وفي السنوات التالية تأثر فابريتسيو دي أندريه أساسا بأعمال المغني الفرنسي جورج براسنس، وكتب عددا من الأغاني التي حققت له شهرة وشعبية كبيرتين، وسرعان ما أصبحت أغاني تراثية على غرار: "La guerra di Piero" («حرب بييرو») و"La ballata dell'eroe" («قصة البطل»)، "Il testamento di Tito" («وصية تيتو»)، "La Ballata del Michè" («قصة ميكيه»)، "Via del Campo" («شارع دل كامبو»، شارع شهير في جنوة)، "La canzone dell'amore perduto" («أغنية الحب الضائع»)، "La città vecchia" («المدينة القديمة»)، "Carlo Martello ritorna dalla battaglia di Poitiers" («عاد كارلو مارتيلو من معركة بواتييه»، كتبها بالاشتراك مع صديقه الممثل باولو فيلادجو)، "La canzone di Marinella" («أغنية مارينيلا»). في عام 1968 قامت مينا واحدة من أكثر المغنين شهرة في إيطاليا بغناء وتسجيل «مارينيلا»، وذلك اعتبارا منها بأنه أهم "cantautore" إيطالي أو مغني - شاعر.

## آراءه الدينية
كانت نصوص المغني المؤلف التي تناولت الموضوعات الدينية تتسم بفلسفة مسيحية شخصية خائبة الظن، وأحيانًا بروحانية ملموسة، تدل عليها أغاني مثل: "Spiritual", "Si chiamava Gesù", "Preghiera in Gennaio" وألبوم "La buona novella".
كما كان فابر غالبًا ما يهجو ساخرًا ضد الاستخدام السياسي للدين وللمؤسسة الكنسية، ومنتقدًا بقوة للسلوكيات المتناقضة، كما هو الحال مثلا في أغاني "Un blasfemo", "Il testamento di Tito", "La ballata del Michè".
و لعل هذه النظرة لرجال الدين قد رسخت جذورها في مرحلة طفولة دي أندريه، خلال فترة إقامته بالإعدادية بمعهد أريكو، وهي مدرسة يديرها اليسوعيون بجنوة. فخلال السنة الأولى كان ضحية لمحاولة تحرش من قبل أحد يسوعي المعهد، ورغم سنه، كان رد فعله اتجاه «الأب الروحي» جاهزًا وبشكل خاص صاخبًا وعديم الاحترام ومطولًا. وأدى ذلك لطرد الشاب دي أندريه، في محاولة لإخفاء الفضيحة. واكتشفت هذه الوسيلة الطائشة ولكن دون جدوى، نتيجة للمصادقة على قرار الطرد، ولماّ سمع والد فابريتسيو بالأمر، وهو من أعضاء المقاومة ونائب عمدة جنوا، أبلغ مدير المعهد مطالبًا بإجراء تحقيق فوري، والذي انتهى بطرد الدارس اليسوعي من المعهد.

### الألبومات
| السنة | العنوان                                  |
| ----- | ---------------------------------------- |
| 1966  | Tutto Fabrizio De André                  |
| 1967  | Volume I                                 |
| 1968  | Tutti morimmo a stento                   |
| 1968  | Volume III                               |
| 1969  | Nuvole barocche                          |
| 1970  | La buona novella                         |
| 1971  | Non al denaro, non all'amore né al cielo |
| 1973  | Storia di un impiegato                   |
| 1974  | Canzoni                                  |
| 1975  | Volume VIII                              |
| 1978  | Rimini                                   |
| 1981  | (Fabrizio De André (L'indiano            |
| 1984  | Crêuza de mä                             |
| 1990  | Le nuvole                                |
| 1996  | Anime salve                              |

## روابط خارجية
- فابريتسيو دي أندريه على موقع IMDb (الإنجليزية)
- فابريتسيو دي أندريه على موقع ميوزك برينز (الإنجليزية)
- فابريتسيو دي أندريه على موقع أول ميوزيك (الإنجليزية)
- فابريتسيو دي أندريه على موقع ديسكوغز (الإنجليزية)
- فابريتسيو دي أندريه على موقع قاعدة بيانات الفيلم (الإنجليزية)
- فابريتسيو دي أندريه على موقع كينوبويسك (الروسية)